# Privatdozent
Privatdozent (z niem. docent prywatny) – termin oznaczający w krajach niemieckojęzycznych specyficzną pozycję pracownika naukowego, który po uzyskaniu stopnia doktora uzyskał habilitację i wykłada na uczelni. Instytucja Privatdozentów pojawiła się w Prusach na początku XIX wieku.
Uzyskanie habilitacji obejmuje dwie części składowe:
- kolokwium habilitacyjne – rodzaj dyskusji odbywającej się w radzie wydziału uczelni, zazwyczaj na temat bądź to rozprawy habilitacyjnej bądź innych zagadnień związanych z tematyką rozprawy;
- wygłoszenie wykładu dla audytorium złożonego z członków wyżej wymienionej rady wydziału.

Przejście kandydata przez oba te etapy daje mu tzw. venia legendi (inaczej: venia docendi), czyli prawo i obowiązek wykładania na uczelni oraz prawo ubiegania się o zatrudnienie w charakterze profesora. W krajach o niemiecko-austriackiej tradycji uniwersyteckiej osób, które uzyskały habilitację jest zawsze więcej niż wolnych katedr uniwersyteckich (na uniwersytetach niemieckich jest niewielu profesorów; mają oni bardzo wysoką pensję oraz pozycję społeczną i akademicką). Właśnie dlatego w środowisku naukowym tych krajów funkcjonuje grupa osób określanych mianem Privatdozent. Ich status naukowy pozwala im prowadzić wykłady na uniwersytecie (uczelnia nie może im tego zabronić, ale nie musi za te wykłady płacić). Co więcej Privatdozenci muszą corocznie prowadzić przynajmniej jeden wykład uniwersytecki, by zachować venia legendi.
Stanowisko to nie istnieje w krajach o anglo-amerykańskiej tradycji uniwersyteckiej. W Polsce instytucja ta również nie istnieje, jednak w pewnej mierze jej odpowiednikiem było stanowisko docenta. Na stanowisku tym zatrudniane były osoby posiadające stopień naukowy doktora lub doktora habilitowanego. Od 1 października 2011 roku możliwość zatrudniania na stanowisku docenta została zlikwidowana. Do 2018 r. osoby takie zatrudniane były na stanowisku profesora nadzwyczajnego, a obecnie na stanowisku profesora uczelni (aczkolwiek nie dzieje się tak automatycznie i doktorzy habilitowani mogą być zatrudnieni na stanowiskach adiunktów).